# Microstylum balbillus
Microstylum balbillus är en tvåvingeart som först beskrevs av Walker 1849.  Microstylum balbillus ingår i släktet Microstylum och familjen rovflugor.
Artens utbredningsområde är Nepal. Inga underarter finns listade i Catalogue of Life.